# Lin He
Lin He (n. 1975) es una profesora en el Departamento de Biología Celular y Molecular de la Universidad de California en Berkeley. Es conocida por su labor de investigación en el campo del desarrollo celular, en particular en la identificación de RNA no-codificante y el estudio de su papel en la tumorogénesis y conservación tumoral.

## Biografía
Lin He se licenció en 1997 en la Universidad Tsinghua de Beijing, y recibió un doctorado de Escuela de Medicina de la Universidad Stanford en 2003, donde trabajó con Gregory S. Barsh. Realizó un postdoctorado en Cold Spring Harbor Laboratory de 2003 a 2007 con Greg Hannon y se unió a la facultad en la Universidad de California en Berkeley en el 2008.
Sus investigaciones se centran en el papel que desempeñan los micro ARN no codificantes en el desarrollo y mantenimiento de los tumores. Descubrió que miR-34, una familia de micro ARN, es importante para bloquear la replicación de células tumorales en el cáncer de pulmón, entre otros e intenta elucidar el mecanismo de esta capacidad supresora de tumores. En su laboratorio también se estudia la familia mirR-17/92, que presenta una expresión diferente en linfomas de células B, lo que sugiere que los miembros de esta familia son oncogenes potenciales en los seres humanos. Ha publicado su trabajo en Nature, Nature Genetics, y Science.

## Galardones
Lin He recibió una beca MacArthur en el 2009; el mismo año recibió el premio TWAS.